# Олдріч Еймс
О́лдріч Ге́йзен Еймс (англ. Aldrich Hazen Ames, нар. 26 травня 1941 Рівер-Фоллс, Вісконсин, США) — колишній працівник ЦРУ, співпрацював спочатку із радянською, а після розпаду СРСР, із російською розвідкою. Видав СРСР велику кількість американських агентів, арештований у лютому 1994 року, засуджений до довічного ув'язнення.